# Grabenponorhöhle
Die Grabenponorhöhle befindet sich im Stadtteil Brockhausen der Stadt Hemer im Sauerland.
Anfang 2022 wurde die Höhle im Brockhauser Feld zwischen Brockhausen und dem Hönnetal entdeckt. Bereits 2019 vermutete der in seiner Freizeit in Höhlen forschende Mendener Andreas Kolarik aufgrund seiner Entdeckung der Bachschwinde (westfälisch Schwalgloch) im Wassergraben am Klusensteiner Weg, dass an dieser Stelle eine Höhle sein könnte. Durch in der Folge im Winter entdeckte aufsteigende warme Höhlenluft am Ponor, wurde die Vermutung einer dort befindlichen Höhle verstärkt. Zur Zeit der Entdeckung der Nebelfahne war der Bach vollständig trocken.

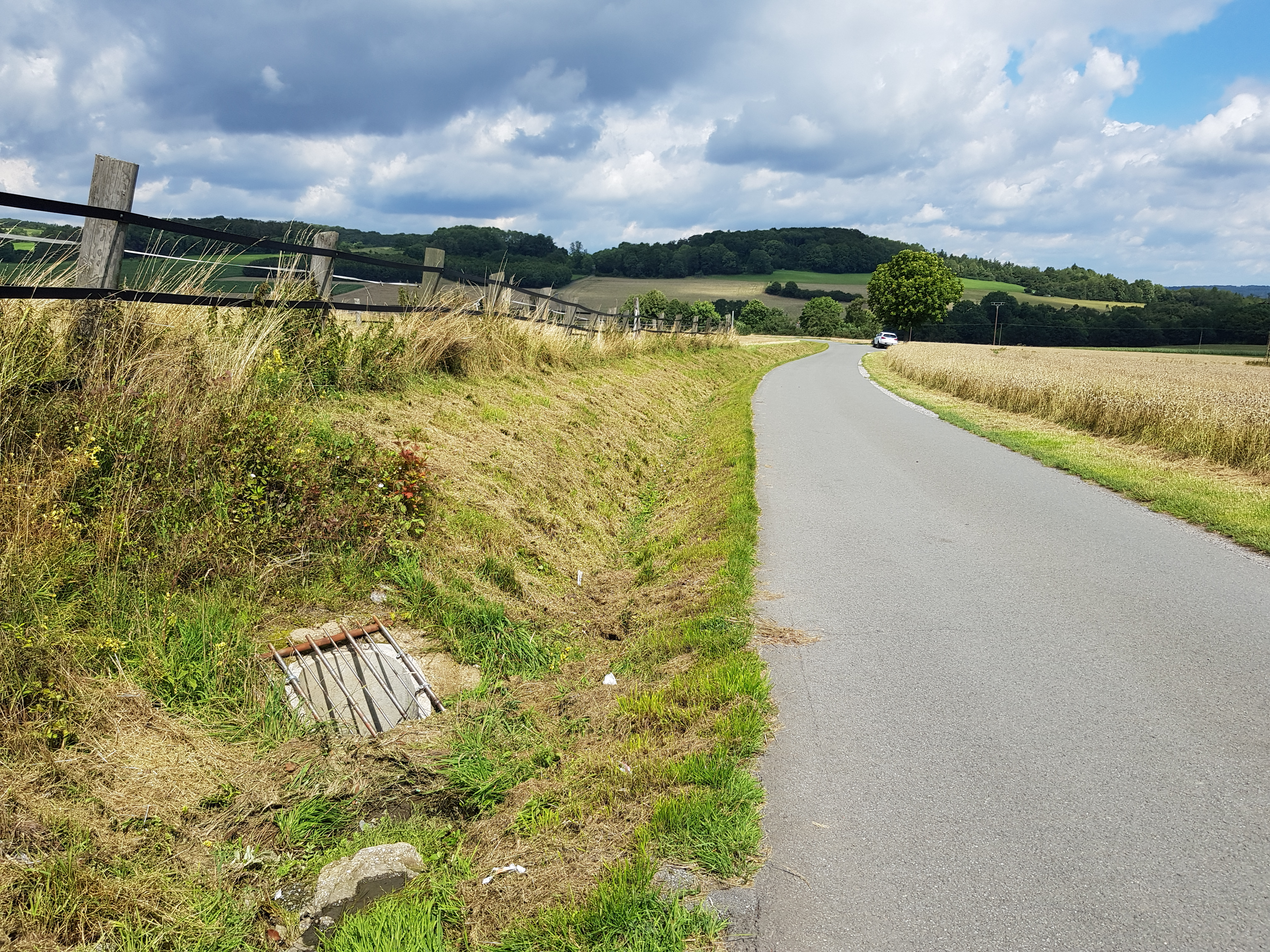
Einstiegsstelle zur Höhle

Nachdem die Stadt Hemer die Erforschung der Höhle unterstützt hatte und baulich einen Einstieg hat herrichten lassen, erfolgten im April 2022 erste Vermessungen. Danach lag die Höhle acht Meter tief und war mindestens 20 bis 25 Meter lang. Im August 2022 folgten weitere Arbeiten, bei denen eine freiliegende Spalte und auch ein zusätzlicher kleiner Raum entdeckt wurde. Nach letzten Vermessungen hat der bislang bekannte Teil der Höhle aktuell eine Länge von fast 34 Meter, ist 8,5 Meter tief und erstreckt sich von Nord nach Süd zum überwiegenden Teil unter dem Klusensteiner Weg.
Da die Höhle noch regelmäßig von Wasser durchflossen wird, kann von einer aktiven Höhle gesprochen werden, da die Höhlenbildung noch nicht abgeschlossen ist.
Bislang konnten von Höhlenforschern an den Wänden viele von Wasser herauspräparierte Reste von versteinerten Korallen, Muscheln und Turmschnecken gefunden werden. 
Bei der Erstbefahrung wurden auch Überreste von Stromatoporen gefunden. In der Höhle befinden sich neben korrodierten Kalkblöcken auch zahlreiche Steine aus den Honseler Schichten und rotleuchtende Roteisensteine. In beiden Höhlenräumen finden sich Felsen des tropischen Kalkhöckerreliefs der Deilinghofener Hochfläche.
Wegen eines deutlichen Luftzuges vermuten die Forscher weitere Fortsetzungen der Höhle.
Der Zugang zur Höhle ist seit März 2022 durch einen vergitterten Kanalschacht gesichert.
Im November 2023 kam es direkt neben der Einstiegsstelle nördlich und westlich der Straße Klusensteiner Weg zu einem Teileinsturz. Es tat sich ein etwa 1,5 mal 1,5 Meter großes Loch auf, welches sich schnell in Richtung Fahrbahn ausgeweitet hat. Eine Vollsperrung des Klusensteiner Weges und die Abdeckung der Einbruchstelle mit einem Gitter folgten.